# Sisyracera
Sisyracera là một chi bướm đêm thuộc họ Crambidae.

## Các loài
- Sisyracera inabsconsalis (Möschler, 1890)
- Sisyracera jacquelinae B. Landry, 2016
- Sisyracera subulalis (Guenée, 1854)

## Loài trước đây
- Sisyracera contortilinealis (Hampson, 1895), nay được xem là đồng nghĩa với Sisyracera inabsconsalis
- Sisyracera preciosalis (Möschler, 1881)